# Fernande Moittié
Fernande Moittié, née le 4 août 1909 à Épinay-sur-Seine et morte le 6 septembre 1964 à Livilliers, est une nageuse française de l'entre-deux-guerres, spécialiste de la nage en eau libre.

## Biographie
Fernande Orpha Moittié est née le 4 août 1909 à Épinay-sur-Seine. Elle épouse Maurice René Hubert le 22 mars 1930 à Pontoise,. Le couple divorce en 1943.
Elle meurt à Livilliers le 6 septembre 1964.

## Carrière sportive
Fernande Moittié fait partie du Cercle des tritons pontoisiens. En 1927, elle remporte l'épreuve du 1 000 mètres nage libre du championnat de Paris puis l'épreuve de grand fond. Quelques semaines plus tard, elle finit première de la Traversée de Paris à la nage, remportant ainsi le titre de championne de France de grand fond, devant Isabelle Plancke,. Elle parcourt les 8 km en un temps de 1h 57′ 38′′. L'année suivante, elle finit 3e du 400 mètres et de l'épreuve de grand fond du championnat de Paris,.
En 1929, elle figure toujours parmi les participantes de la Traversée de Paris. 
Elle participe également à la traversée de Pontoise (environ 2 400 mètres) :
- 2e derrière Prévost-Garden en 1925[10],
- 2e derrière Prévost-Garden en 1926[11].